# Nissan Caravan
Le Nissan Caravan est un fourgon produit par Nissan depuis 1973. Également connu sous le nom d'Urvan en outre-mer, il a été très apprécié pour son excellente performance de conduite, son confort intérieur, sa fonctionnalité et son économie. Ses principaux points étaient sa charge facile d'espace et son petit moteur situé sous les sièges. La cinquième génération de 2011 a soulevé le niveau de confort, la fonctionnalité, la capacité de charge utile et de la sécurité.

## Prédécesseur

### Nissan Homer (1965-1976)

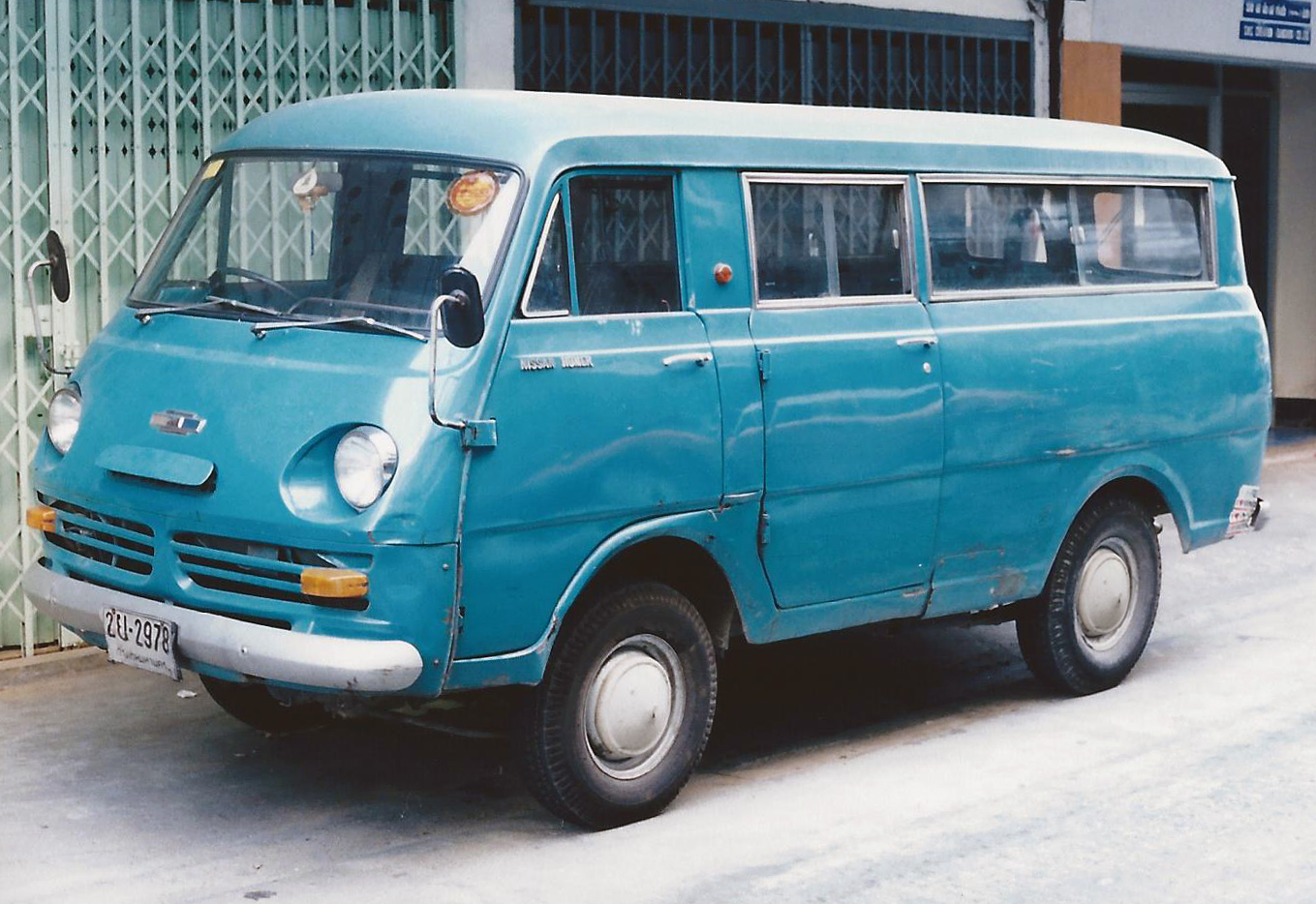
Nissan Homer T641, la première génération du Nissan Prince Homy nommée ainsi au Thaïlande

Le Nissan Homer est un véhicule utilitaire produit par Nissan de 1965 à 1976. C'était le prédécesseur du Caravan. Son nom était l'équivalent thaïlandais de l'autre nom de son successeur, le Homy. 

## Troisième génération (1986-2001)

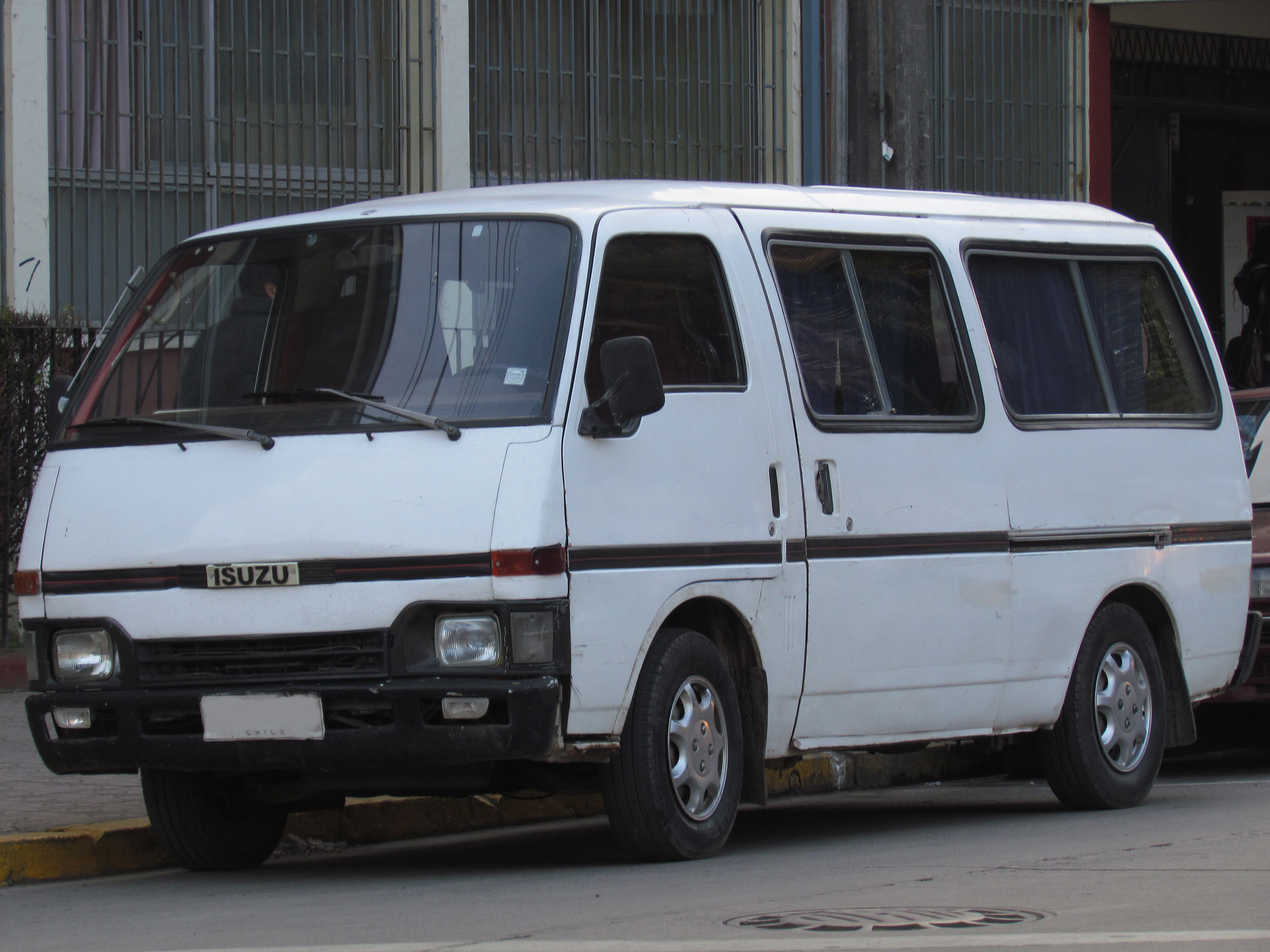
Isuzu Fargo

## Quatrième génération (2001-2012)

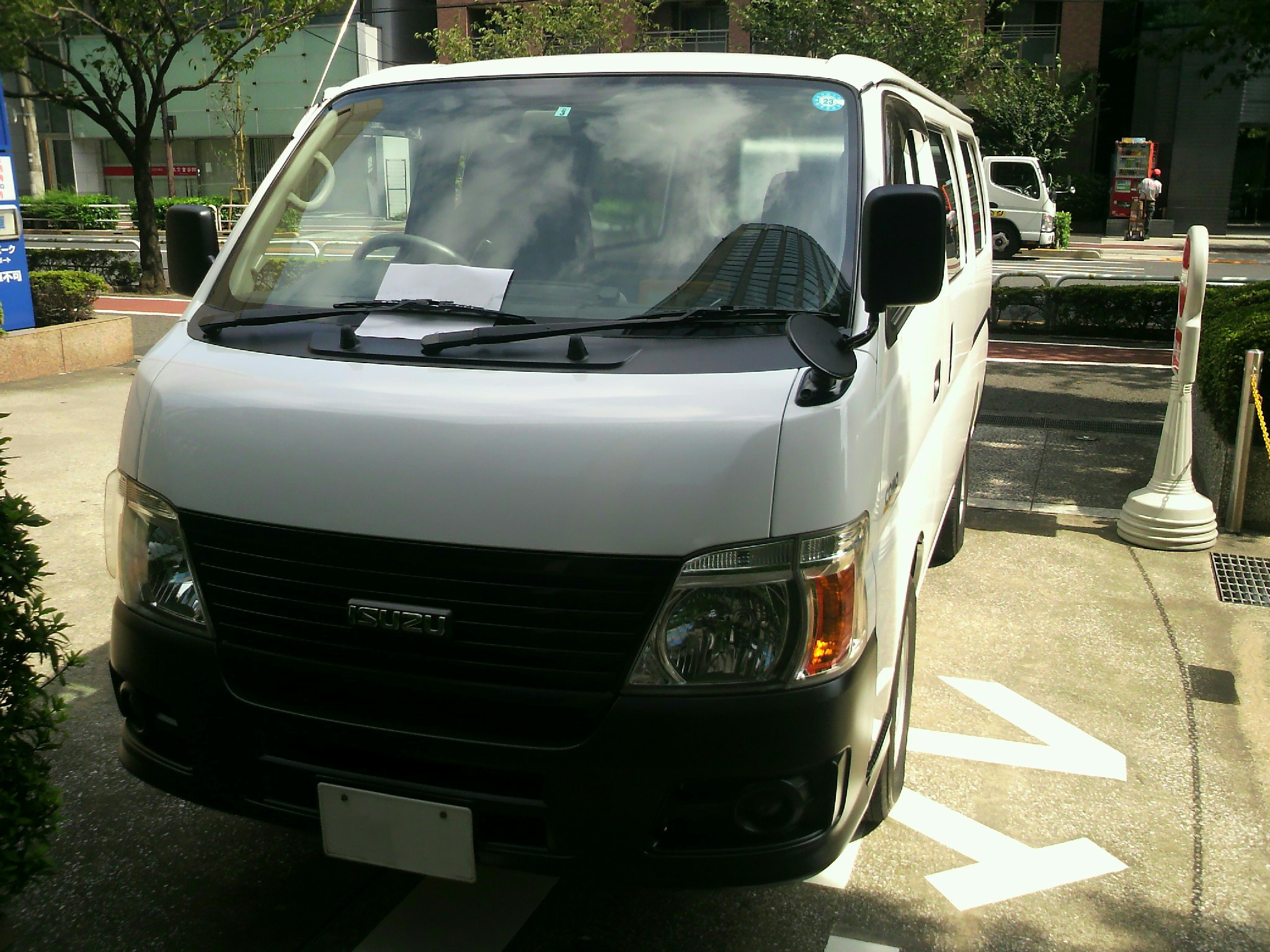
Isuzu Como E25

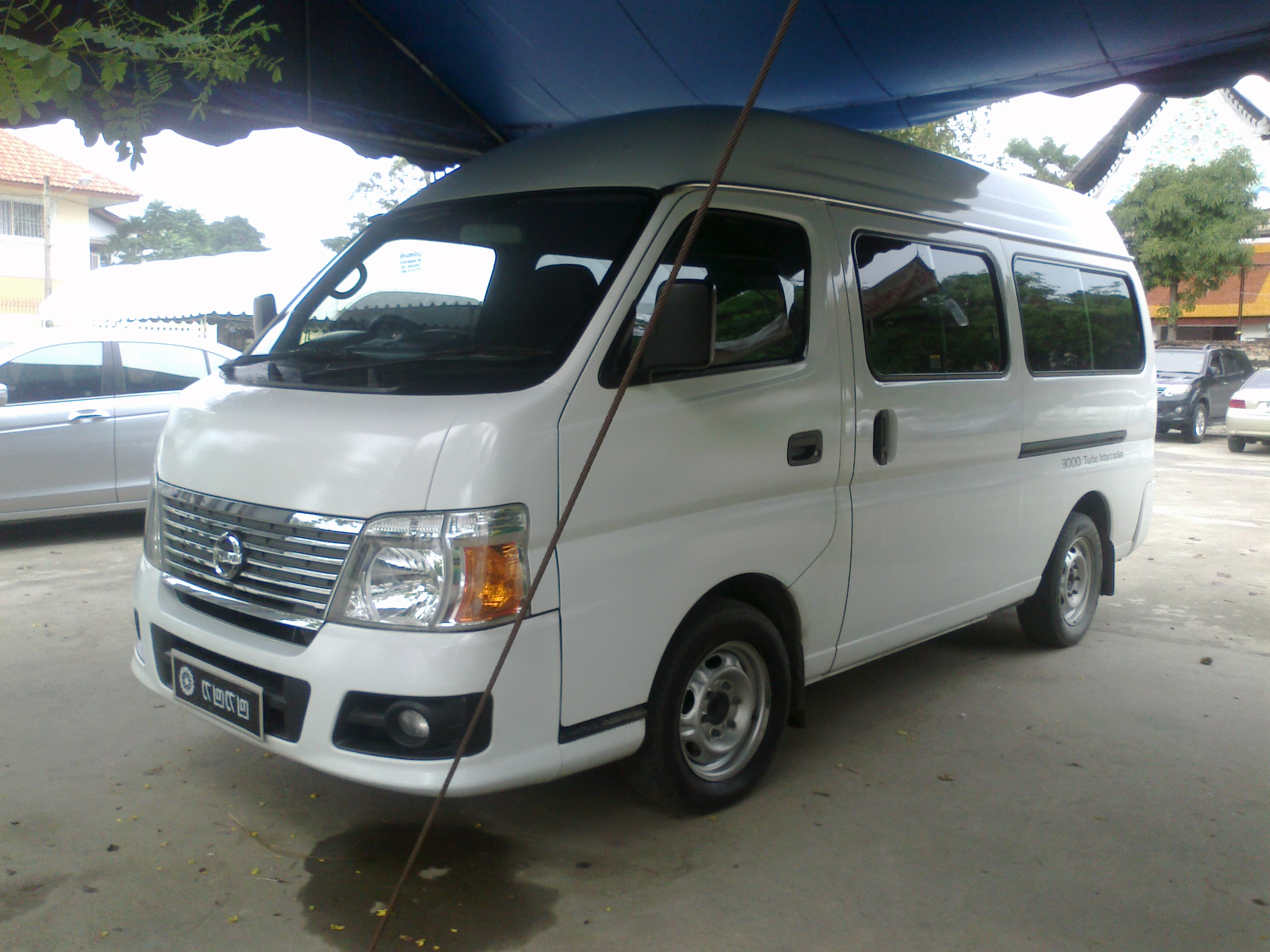
Nissan Urvan Thaïlande E25

Au Japon, l'Urvan n'était disponible qu'avec une largeur de 1,7 m, une longueur de 4,7 m et une hauteur de 2 m.